# جاكلين ستيدال
جاكلين آن "جاكي" ستيدال (4 أغسطس 1950 - 27 سبتمبر 2014)، هي باحثة ومؤرخة رياضيات وأستاذة في تاريخ الرياضيات بجامعة أكسفورد بريطانية. ألَّفت عددًا من الكتب عن بدايات الرياضيات الأوروبية الحديثة، كما شاركت في تحرير «دليل أكسفورد في تاريخ الرياضيات». وهي عضوة قديمة في الجمعية البريطانية لتاريخ الرياضيات. كتبت تسعة كتب، وبرنامج على الراديو في برنامج "في زماننا " على إذاعة بي بي سي 4.

## من مؤلفاتها المُترجمة الى اللغة العربية
- كتاب: «تاريخ الرياضيات».